# Alfons Auer
Alfons Auer (ur. 12 lutego 1915 w Schwendi-Schönebürgu koło Biberach an der Riß, zm. 19 listopada 2005 w Tybindze) – niemiecki teolog moralny. 
Alfons Auer otrzymał święcenia kapłańskie w 1939. w Rottenburgu. W latach 1951–1953 był dyrektorem-założycielem Akademii Katolickiej diecezji Rottenburga-Stuttgartu. Od 1955 do 1966 prowadził katedrę teologii moralnej na Uniwersytecie w Würzburgu, a potem wykładał jako profesor na Uniwersytecie w Tybindze aż do przejścia na emeryturę. Alfons Auer jest uznawany za pioniera współczesnej teologii moralnej, która ma swoją podstawę w wolności. Jego książka "Autonomia moralna a chrześcijańska wiara" (Autonome Moral und christlicher Glaube, 1971) jest uważana za podstawowe dzieło współczesnej teologii moralnej.
Alfons Auer otrzymał dwa tytuły doktora honoris causa uniwersytetów we Frankfurcie nad Menem i w Wiedniu.
Od 2015 przez Wydział Teologiczno-Katolicki Uniwersytetu w Tybindze jest co 2 lata przyznawane wyróżnienie Alfons Auer Ethik-Preis (połączone w premią 25 tys. euro). Wyróżniane są osoby, które szczególnie zasłużyły się etycznym zaangażowaniem w obszarze religijnym, gospodarczym lub społecznym.